# Afrijet Airlines
Afrijet Airlines – nieistniejąca nigeryjska linia lotnicza z siedzibą w Lagos. Linia powstała w 1999, obsługuje połączenia regionalne cargo. Głównym węzłem jest port lotniczy Lagos. W 2009 roku zaprzestała wszelkich działań.